# 21815 Fanyang
21815 Fanyang è un asteroide della fascia principale. Scoperto nel 1999, presenta un'orbita caratterizzata da un semiasse maggiore pari a 2,4048553 UA e da un'eccentricità di 0,0787989, inclinata di 4,21629° rispetto all'eclittica.